# 翟山坑道

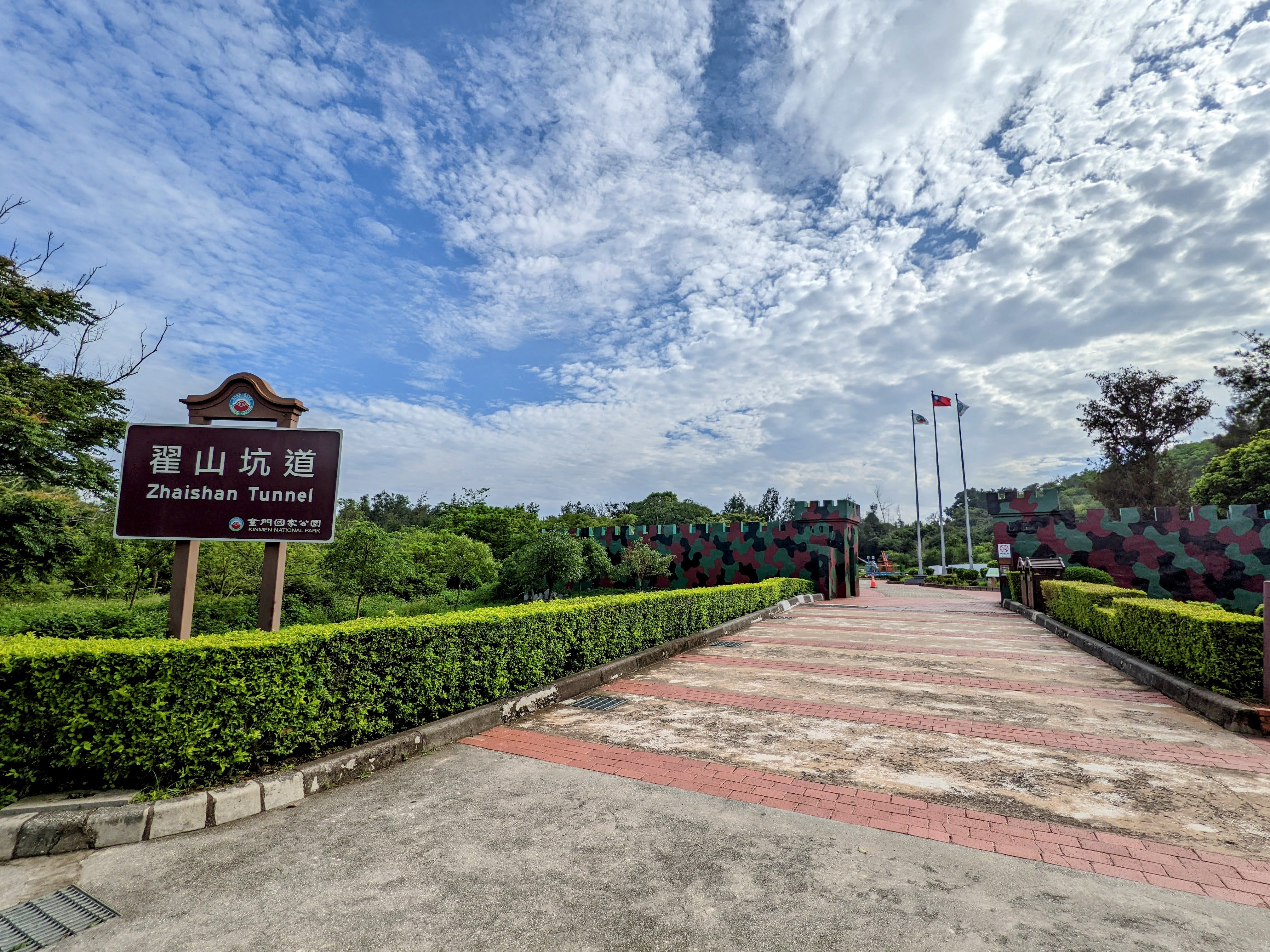
翟山坑道園區入口

翟山坑道，是位於中華民國金門縣金城鎮古崗村古崗湖東南方的一條隧道，過去為陸軍金門防衛指揮部因戰略因素興建，專供游擊戰艇停泊使用的地下碼頭。

## 歷史

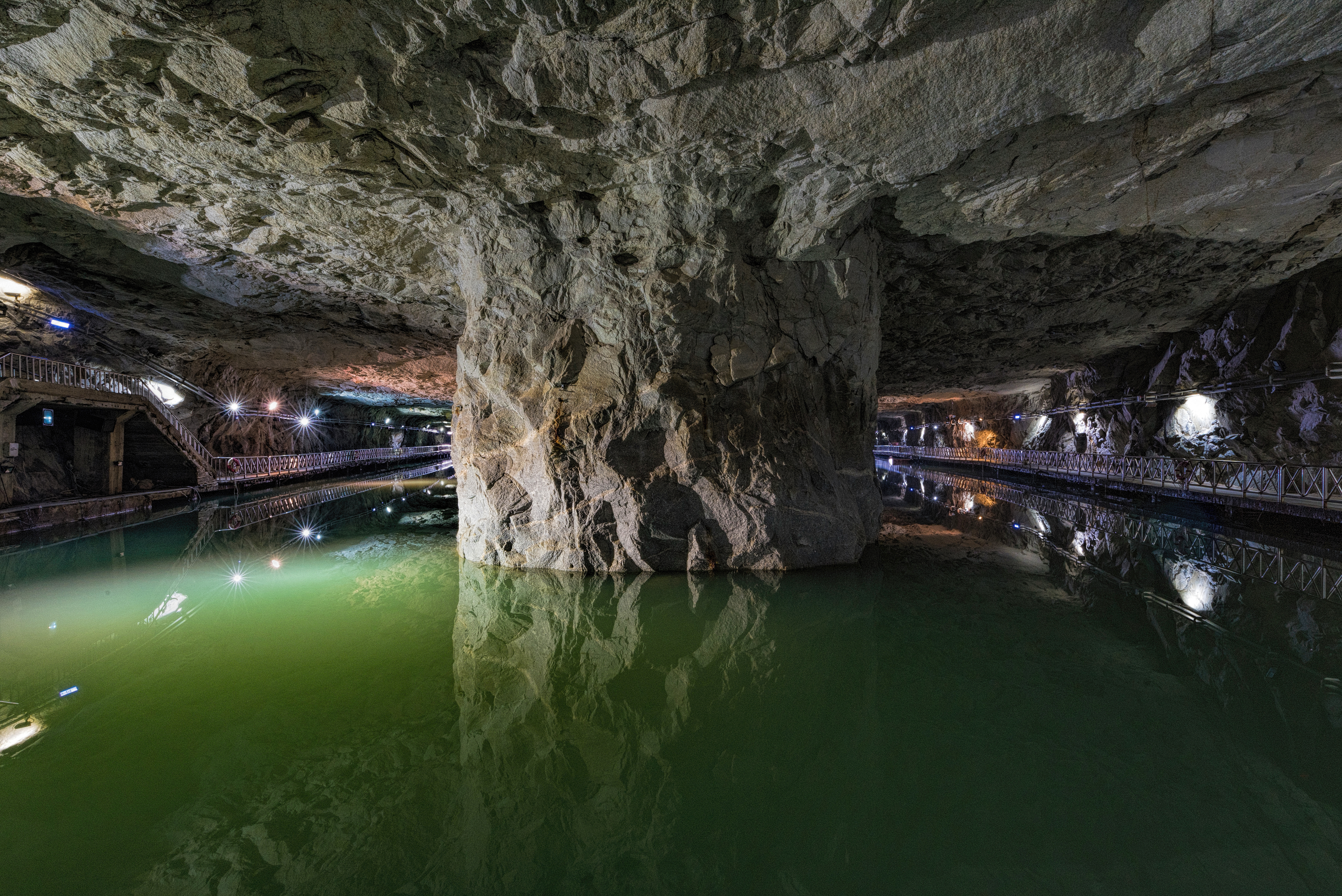
翟山坑道內部

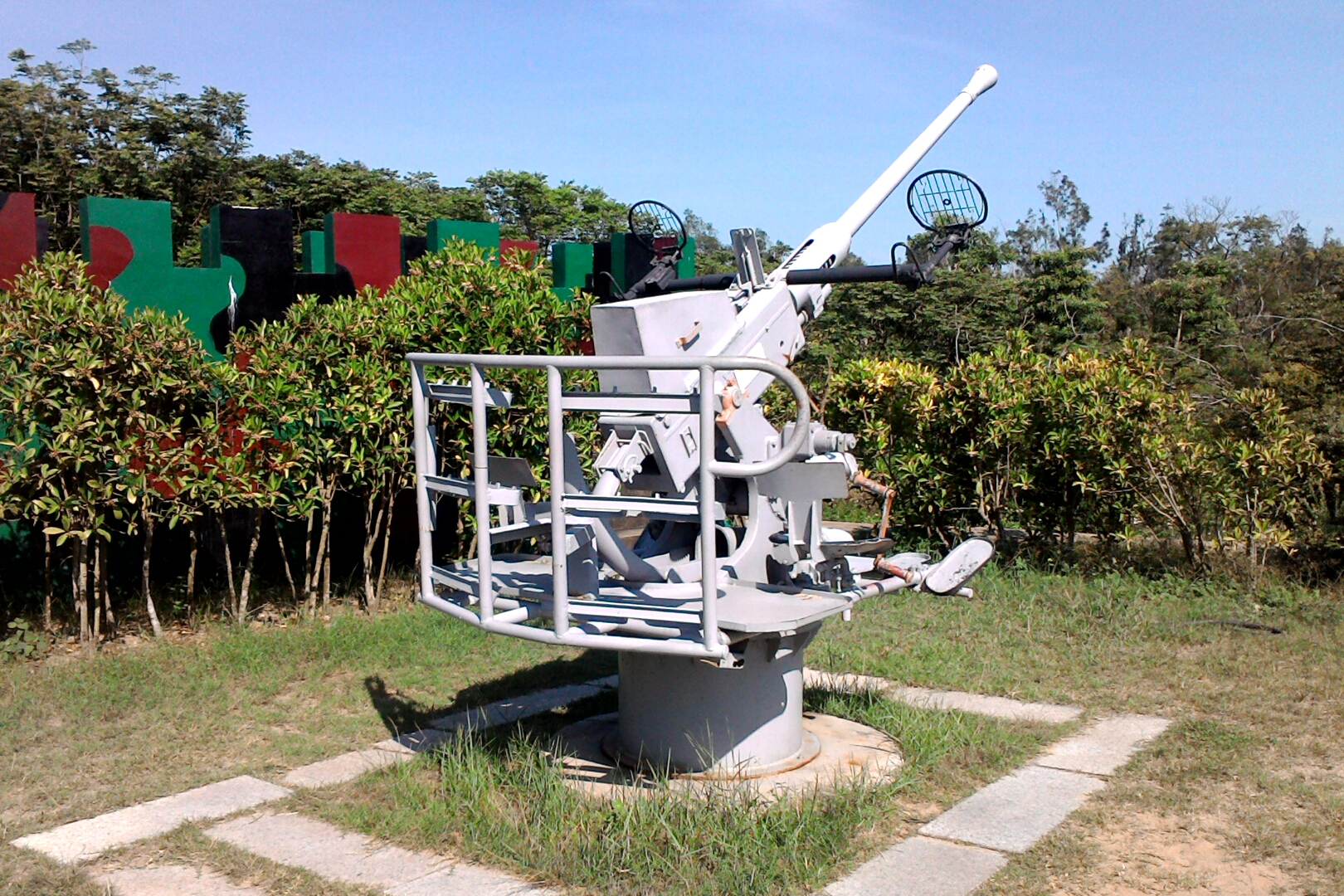
金門國家公園翟山坑道展示的美製40公厘機砲。

1958年第二次台海危機後，因戰略因素考量，陸軍金門防衛指揮部在1963年開鑿小艇坑道設施，坑道全程由五十八及九十三步兵師工兵以採24小時三班制施工，日夜輪替所建造，至55年完工，共耗時五年才完成，並提供登陸小艇搶灘運送補給用，作為往來大、小金門運補小艇的主要通道及基地。
後因泥沙淤積且戰備功能減退，翟山坑道至1986年時廢棄；後於1997年，金門防衛司令部撥交金門國家公園管理處後重新整建、清理，自1998年7月正式開放參觀，重新轉型為觀光坑道。並成立翟山坑道管理站。
2009年，翟山坑道被選為「金門坑道音樂節」的舉行場地。

## 隧道結構
翟山坑道為一A字型戰備水道，整個坑道由水道與坑道兩系統組成，總長度約357公尺，寬11.5公尺，高8公尺。步道全長101公尺、寬約6公尺、高約3.5公尺。 坑道出口設有兵舍七間，為人員掩蔽部，坑內設有停靠碼頭，可停靠42艘小艇。

## 外部連結
- 翟山坑道 - 金門觀光旅遊網 （页面存档备份，存于）